# Tapisciaceae
Tapisciaceae es el nombre de una familia de plantas con flores. Hasta hace poco había sido abandonada por los taxonomistas, y no se reconoció en el Sistema APG II de 2003. Recientemente, sin embargo, se ha reincorporado para abarcar los dos géneros pequeños Tapiscia  y Huertea.

## Géneros
- Tapiscia
- Huertea